# Friedrich Schur

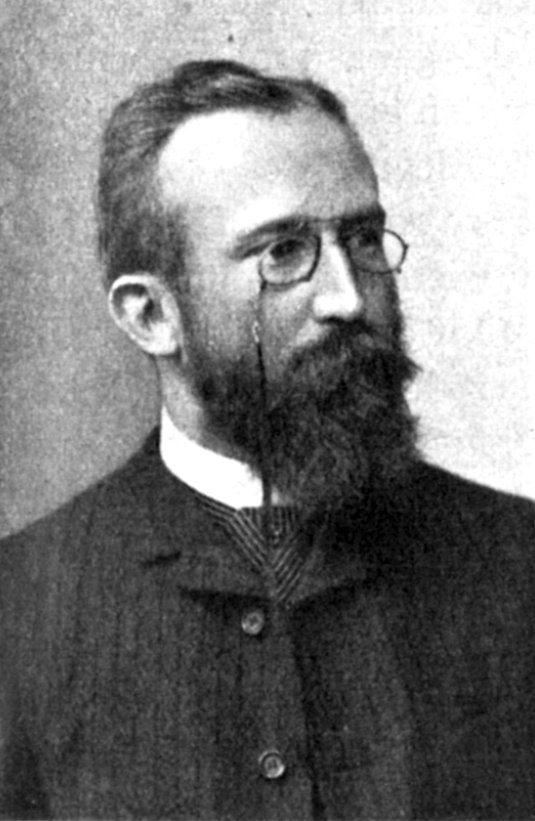
Friedrich Schur 1887

Friedrich Heinrich Schur (* 27. Januar 1856 in Maciejewo, Kreis Krotoschin, damals Provinz Posen; † 18. März 1932 in Breslau) war ein deutscher Mathematiker, der sich vor allem mit den Grundlagen der Geometrie befasste.

## Leben und Wirken
Schurs Familie war ursprünglich jüdisch, wurde aber protestantisch. Sein Vater besaß ein Landgut. Er besuchte das Friedrich-Wilhelms-Gymnasium Krotoschin und studierte ab 1875 an der Universität Breslau Astronomie und dann Mathematik bei Heinrich Schröter und Jacob Rosanes. Danach ging er an die Universität Berlin, wo er bei Karl Weierstraß, Ernst Eduard Kummer, Leopold Kronecker und Gustav Kirchhoff hörte und 1879 bei Kummer promoviert wurde (Geometrische Untersuchungen über Strahlenkomplexe ersten und zweiten Grades). 1880 legte er das Lehrerexamen ab und habilitierte sich 1881 bei Felix Klein an der Universität Leipzig. Danach war er Privatdozent und ab 1884 Assistent von Felix Klein in Leipzig. 1885 wurde er dort außerordentlicher Professor und 1888 ordentlicher Professor an der Universität Dorpat. 1892 ging er als Professor für Darstellende Geometrie und Graphische Statik an die RWTH Aachen und 1897 an die Technische Hochschule Karlsruhe, wo er 1904/05 auch Rektor war. 1909 wurde er Professor an der Universität Straßburg. Nach dem verlorenen Ersten Weltkrieg wurde er dort von den Franzosen entlassen und wurde 1919 Professor in Breslau, wo er 1924 emeritierte. Am 21. April 1902 (Matrikel-Nr. 3150) wurde er zum Mitglied der Leopoldina gewählt.
Friedrich Schur befasste sich mit Differentialgeometrie, Transformationsgruppen (Lie-Gruppen) in Anschluss an Sophus Lie und Grundlagen der Geometrie. Viele seiner Ergebnisse, die er auch in seinem Buch Grundlagen der Geometrie von 1909 zusammenfasste, flossen in David Hilberts Buch ein, ohne dass dieser (wie auch bei den Beiträgen anderer Mathematiker) das ausreichend deutlich machte. Er verfasste auch ein Lehrbuch der analytischen Geometrie (1898) und der graphischen Statik (1915).
1912 erhielt er für sein Buch Grundlagen der Geometrie den russischen Lobatschewski-Preis. 1910 war er Vorsitzender der Deutschen Mathematiker-Vereinigung. Er ist Ehrendoktor der TH Karlsruhe. 1927 wurde er zum korrespondierenden Mitglied der Bayerischen Akademie der Wissenschaften gewählt.
Zu seinen Doktoranden zählen Theodor Molien und Julius Wellstein. Er sollte nicht mit dem Mathematiker Issai Schur verwechselt werden. Schurs Sohn, Axel Schur, wurde 1891 geboren, ebenfalls Mathematiker und 1921 in Würzburg mit einer Arbeit über Differentialgleichungen promoviert.

## Schriften (Auswahl)
- Neue Begründung der Theorie der endlichen Transformationsgruppen. B. G. Teubner, Leipzig 1889 (Archive)
- Zur Theorie der endlichen Transformationsgruppen. In: Mathematische Annalen, Bd. 38, 1891
- Lehrbuch der analytischen Geometrie. Veit, Leipzig 1898 (Archive)
- Ueber den Fundamentalsatz der projectiven Geometrie. In: Mathematische Annalen, Bd. 51, 1899
- Ueber die Grundlagen der Geometrie. In: Mathematische Annalen, Bd. 55, 1902.
- Grundlagen der Geometrie. B. G. Teubner, Leipzig 1909 (Archive)